# Miodrag Pavlović
Miodrag Pavlović (en serbio cirílico, Миодраг Павловић) (Novi Sad, 28 de noviembre de 1928-Tuttlingen, 17 de agosto de 2014) fue un poeta escritor y crítico serbio. Pavlović estuvo dos veces nominado al Premio Nobel de Literatura.

## Biografía
Se graduó en medicina en la Universidad de Belgrado en 1954. Estudió diferentes lenguas extranjeras y escribió su primer volumen de poemas, 87 Poemas. Apareció en 1952, el año en que las autoridades yugoslavas, en respuesta a un discurso público del escritor croata Miroslav Krleža, permitieron una mayor libertad de expresión en la política y las artes. En 1960 Pavlović fue nombrado director de teatro en el Teatro Nacional de Belgrado. También trabajó durante veinte años como editor para la principal editorial de Prosveta.
Un tema que ocupa a Pavlović y a muchos otros intelectuales de los Balcanes es la unión entre los pueblos antiguos balcánicos y sus descendientes modernos. En la obra de Pavlović, así como en la del poeta macedonio Bogomil Gyuzel o el escritor albanés Ismail Kadare, hay frecuentes referencias al pasado antiguo y medieval. Entre sus poemas históricos, los más importantes son 'Odisej na Kirkinom ostrvu' ('Odiseo en la isla de Circe'), 'Eleuzijske seni' ('Sombras Elíseas'), 'Vasilije II Bugaroubica' ('Vasily II Bugaroctone') y 'Kosovo '. Estos poemas son a menudo de naturaleza alegórica, refiriéndose de hecho a nuestra época, con sus relatos de manipulación, engaño y, sobre todo, miedo.
En 2012, fue galardonado con el premio literario alemán Petrarca-Preis. Su trabajo ha sido ampliamente traducido. En los últimos años de su vida, vivió alternativamente en Tuttlingen (Alemania) y Belgrado (Serbia).

## Premios
- Premio Europeo de Poesía, ciudad de Münster
- Premio Europeo de Poesía, ciudad de Vršac
- Premio Struga Poetry Evenings
- Premio Vilenica
- Petrarca-Preis
- Legión de Honor
- Orden de San Sava
- Ramonda Serbica
- Corona del déspota Stefan Lazarević
- Premio Tador Manojlović
- Premio Desanka Maksimović
- Premio Dis
- Premio Odzivi Filipu Višnjiću
- Admisión Stefan Prvovenčani
- Premio Vuk
- Admisón de poesía Žička hrisovulja
- Premio Branko Miljkovic
- Premio Zmaj
- Premio Izviskra Njegoševa a toda una trayectoria

## Trabajos

### En serbio
Poesía:
- 87 pesama, Novo pokolenje, Beograd, 1952.
- Stub sećanja, Novo pokolenje, Beograd, 1953.
- Oktave, Nolit, Beograd, 1957.
- Mleko iskoni, Prosveta, Beograd, 1963.
- 87 pesama (izbor poezije), Nolit, Beograd, 1963.
- Velika Skitija, Svjetlost, Sarajevo, 1969.
- Nova Skitija, izd. časopisa "Književnost", Beograd, 1970.
- Hododarje, Nolit, Beograd, 1971.
- Svetli i tamni praznici, Matica srpska, Novi Sad, 1971.
- Velika Skitija i druge pesme (izabrane i nove pesme), SKZ, Beograd, 1972.
- Zavetine, Rad, Beograd, 1976.
- Karike, Svetlost, Kragujevac, 1977.
- Pevanja na Viru, Slovo ljubve, Beograd, 1977.
- Bekstva po Srbiji, Slovo ljubve, Beograd, 1979.
- 87 pesama, Dečje novine, Gornji Milanovac, 1979 (treće izdanje).
- Izabrane pesme, Rad, Beograd, 1979.
- Vidovnica, Narodna knjiga, Beograd, 1979.
- Poezija I i Poezija II, u okviru Izabranih dela Miodraga Pavlovića, "Vuk Karadžić", Beograd, 1981.
- Divno čudo, Nolit, Beograd, 1982.
- Zlatna zavada, Gradina, Niš, 1982.
- Sledstvo, SKZ, Beograd, 1985.
- Poezija, Prosveta, Beograd, 1986.
- Svetogorski dani i noći, Jedinstvo, Priština, 1987.
- Odbrana našeg grada, Smederevska pesnička jesen, Naš glas, Smederevo, 1989.
- Ulazak u Kremonu, Nolit, Beograd, 1989.
- Knjiga staroslovna, SKZ, Beograd, 1989; 1991 (drugo izdanje).
- Bezazlenstva, Milić Rakić, Valjevo, 1989.
- On, Bratstvo-jedinstvo, Novi Sad, 1989.
- Divno čudo, NIRO "Književne novine", Beograd, 1989 (drugo izdanje).
- Kosmologia profanata, Grafos, Beograd, 1990.
- Esej o čoveku, KOV, Vršac, 1992.
- Pesme o detinjstvu i ratovima, SKZ, Beograd, 1992.
- Knjiga horizonta, Prosveta, Beograd, 1993.
- Nebo u pećini, Krajinski književni krug, Negotin, 1993.
- Međustepenik, KOV, Vršac, 1994.
- Ulazak u Kremonu, GNB "Žarko Zrenjanin" i Zenit", Zrenjanin, 1995 (drugo izdanje).
- Bekstva po Srbiji i Sledstva, "Valjevska štamparija", Valjevo, 1995.
- Nebo u pećini, Disovo proleće, Čačak, 1996 (drugo izdanje).
- Izabrane i nove pesme, Prosveta, Beograd, 1996.
- Novo ime kletve, SKC, Beograd, 1996.
- Posvećenje pesme (izbor iz poezije), Prosveta, Niš, 1996.
- Izabrane pesme, Zavod za udžbenike i nastavna sredstva, Beograd, 1996.
- Velika Skitija i druge pesme (izabrane i nove pesme), SKZ, Beograd, 1996 (drugo izdanje).
- Srbija do kraja veka (izabrane pesme), Zadužbina Desanke Maksimović, Narodna biblioteka Srbije i SKZ, Beograd, 1996.

Prosa:
- Most bez obala, Matica srpska, Novi Sad, 1956., 1982.
- Bitni ljudi, Prosveta, Beograd, 1995.

Ensayos:
- Rokovi poezije, SKZ, Beograd, 1958.
- Osam pesnika, Prosveta, Beograd, 1964.
- Dnevnik pene, Slovo ljubve, Beograd, 1972.
- Poezija i kultura, Nolit, Beograd, 1974.
- Poetika modernog, Grafos, Beograd, 1978. (nagrada "Đorđe Jovanović")
- Ništitelji i svadbari, BIGZ, Beograd, 1979.
- Nove slikarske godine Miće Popovića, "Merkur", Apatin, 1979.
- Eseji o srpskim pesnicima i Poetika modernog", Beograd, 1981.
- Prirodni oblik i lik, Nolit, Beograd, 1984.
- Slikarstvo Mladena Srbinovića, SANU, Beograd, 1985.
- Obredno i govorno delo, Prosveta, Beograd, 1986.
- Poetika žrtvenog obreda, Nolit, Beograd, 1987. (Nolitova nagrada)
- Govor o ničem, Gradina, Niš, 1987.
- Hram i preobraženje, Sfairos, Beograd, 1989.
- Čitanje zamišljenog, Bratstvo-jedinstvo, Novi Sad, 1990.
- Eseji o srpskim pesnicima, SKZ, Beograd, 1992.
- Ogledi o narodnoj i staroj srpskoj poeziji, SKZ, Beograd, 1993.
- Poetika žrtvenog obreda, SKC, Beograd, 1996 (drugo izdanje)

Dramas:
- Igre bezimenih, Prosveta, Beograd, 1963.
- Koraci u podzemlju, Matica srpska, Novi Sad, 1991.

Itinerarios:
- Kina – oko na putu, izd. časopisa "Gradina", Niš, 1982, SKC, Beograd, 1995
- Putevi do hrama, Prosveta, Niš, 1991.
- Otvaraju se hilandarske dveri, Prosveta, Beograd, 1997.

Antologías:
- Antologija moderne engleske poezije (sa Sv. Brkićem), Nolit, Beograd, 1957. i 1975.
- Antologija srpskog pesništva od XIII do XX veka, SKZ, Beograd, 1964.
- Pesništvo evropskog romantizma, Prosveta, Beograd, 1969., 1979.
- Antologija lirske narodne poezije, Vuk Karadžić, Beograd, 1982.;  "Književne novine", Beograd, 1989.
- Boj na Kosovu, Narodne pesme, Prosveta, Niš, 1989.

### En otras lenguas
Libro de poemas:
- Sobowtóry, PIW, Warszava, 1964.
- Gedichte, Suhrkamp, Frankfurt am Main, 1968.
- La voix sous la pierre, Gallimard, Paris, 1970.
- Karanici, Misla, Skopje, 1971.
- Versuri, Editura Univers, Bucureşti, 1972.
- Po~iatok básne, Slovensky spisovatel, Bratislava, 1973
- The Conqueror in Constantinople, New Rivers Press, New York, 1976.
- Svetli in temni prazniki, Dr`avna zalo`ba Slovenije, Ljubljana, 1977
- Pesmi, Mladinska knjiga, Ljubljana, 1977.
- Jasne i ciemne swieta, Wydawnictvo Literackie, Kraków, 1980.
- Tren wojownika, Wydawnictvo Lódzkie, Lód`, 1982.
- Singing at the Whirlpool, Exile Editions, Toronto, 1983
- The Slavs beneath Parnassus, Angel Books, New Rivers Press, London, 1985.
- A Voice Locked in Stone, Exile Editions, Toronto, 1985.
- Suite, Les Cahiers du Confluent, Montereau, 1986.
- Le miracle divin, Editions L’Age d'Homme, Lausanne, 1988
- Fényes és esötét ünnepek, Európa, Budapest, 1988.
- Gloria reversului, Libertatea, Novi Sad, 1989.
- Links, Exile Editions, Toronto, 1989.
- NoÈen polet, Narodna kultura, SofiÔ, 1989.
- Gesänge auf dem Wirbel, Hölderlinturm, Tübingen, 1990.
- Svetli i temni praznici, Makedonska kniga, Skopje, 1990.
- Die Tradition der Finsternis, ALKYON VERLAG, Weissach im Tal, 1994.
- Buch der Horizonte, Atempto Verlag, Tübingen, 1995.
- Selected Poems, Salt Publishing, Cromer, 2014.

Prosa y otros trabajos:
- Kroky ve vedlejim pokoji, Odeon, Praha, 1967.
- Hid a sammibe, Europa K., Budapest, 1969.
- Mit i poezja, Wydawnictvo Literackie, Kraków, 1979
- Opfer und Tempel, Droschl Verlag, Graz-Wien, 1993.